# Hyllus brevitarsis
Hyllus brevitarsis là một loài nhện trong họ Salticidae.
Loài này thuộc chi Hyllus. Hyllus brevitarsis được Eugène Simon miêu tả năm 1902.